# ザ・ポーグス

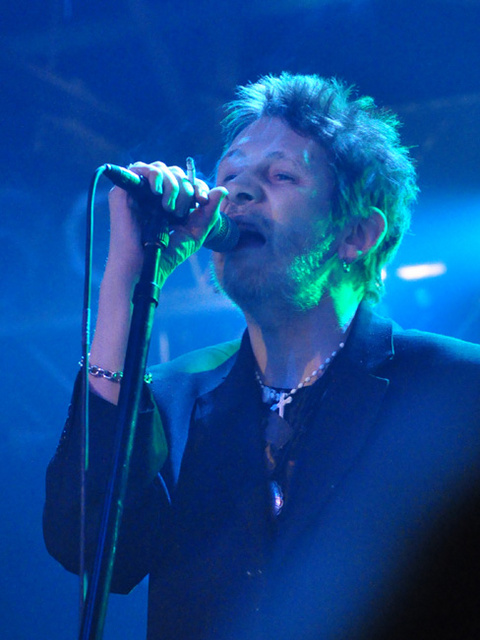
シェイン・マガウアン

ザ・ポーグス（The Pogues）は、イギリスのロック・バンド。イギリス生まれのアイルランド人ボーカリスト、シェイン・マガウアン（Shane MacGowan）を中心にロンドンで結成された。ケルティック・パンク（パンク・ロックにケルト音楽の要素を持ち込んだ音楽）の代表的存在とされ、イギリスで人気の高いクリスマス・ソング「ニューヨークの夢（Fairytale of New York）」等のヒット曲で知られる。

## 来歴

### ポーグ・マホーン時代
1982年に結成。当時はポーグ・マホーン（Pogue Mahone、ゲール語で「俺のケツにキスしろ」を意味する）というバンド名だった。1984年初頭、自主制作によるファースト・シングル「Dark Streets of London」を発表。しかし、バンド名がBBCで問題とされ、同局では夜8時から12時まで以外の時間帯は放送禁止となったため、バンドはザ・ポーグス（The Pogues）と改名。また、1984年の夏にはザ・クラッシュのツアーをサポートした。

### デビュー - 解散
1984年にはデビュー・アルバム『赤い薔薇を僕に』発表、全英89位に達した。その後、フィル・シェヴロン（ギター）が加入し、バンドは7人編成となる。1985年にはエルヴィス・コステロがプロデュースを担当したセカンド・アルバム『ラム酒、愛、そして鞭の響き』を発表、全英13位に達する。
ケイト・オーリアダンが脱退すると、後任としてダリル・ハントが加入。また、元スティーライ・スパンのテリー・ウッズ（マンドリン他）も加わって、ザ・ポーグスは8人編成となる。そして、1987年にザ・ダブリナーズ（The Dubliners）との連名で発表したシングル「アイリッシュ・ローバー（The Irish Rover）」（トラッド・ソングのカヴァー）は、全英8位というヒットを記録。更に、カースティー・マッコール（Kirsty MacColl）がゲスト参加したクリスマス・ソング「ニューヨークの夢」は、発売当時に全英2位を記録、2005年に再発シングルが発売されてからは、2006年、2007年、2008年、2009年、2010年、2011年にもクリスマス・シーズンに全英チャートで上位に達するほどのスタンダード・ナンバーとなった。
1988年、サード・アルバム『堕ちた天使』発表。全英アルバム・チャートのトップ10入りを果たす（最高3位）。続く『ピース&ラヴ』（1989年）も全英5位のヒット作となり。
1990年のアルバム『ヘルズ・ディッチ』は、元ザ・クラッシュのジョー・ストラマーがプロデュースを担当。また、1990年公開のアキ・カウリスマキ監督のイギリスを舞台にした映画『コントラクト・キラー』ではジョー・ストラマーがパブで演奏をするギタリスト役で出演して、ザ・ポーグスから提供された2曲を歌った。
しかし、1991年にシェイン・マガウアンが脱退。シェインはその後、ザ・ポープス（The Popes）で活動する。ジョー・ストラマーが短期間バンドに加わった後、スパイダー・ステイシーがメイン・ボーカルを担当する形で『ウェイティング・フォー・ハーブ』（1993年）発表。しかし、今度はジェイムズ・ファーンリーとテリー・ウッズが相次いで脱退、フィル・シェヴロンが病気でリタイアする等のトラブルが続く。ザ・ポーグスは3人の新メンバーを迎え、前身バンドの名前をそのままタイトルにした『ポーグ・マホーン』（1995年）を発表するが、同作はセールス的には成功せず、1996年に解散。

### 再結成
2001年、全盛期の8人によってザ・ポーグスが再結成され、ライブ活動を再開。2005年発売のCD2枚組コンピレーション・アルバム『アルティメイト・ベスト』には、2001年のライブ音源も収録されている。2005年に、フジ・ロック・フェスティバルに出演。

## メンバー
- スパイダー・ステイシー (Spider Stacy) – ボーカル、ティン・ホイッスル (1982年–1996年、2001年–2014年)
- ジェム・ファイナー (Jem Finer) – バンジョー、マンドリン、サクソフォーン、ハーディガーディ、ギター、ボーカル (1982年–1996年、2001年–2014年)
- ジェイムズ・ファーンリー (James Fearnley) – アコーディオン、マンドリン、ピアノ、ギター (1982年–1993年、2001年–2014年)
- シェイン・マガウアン (Shane MacGowan) – ボーカル、ギター、バンジョー、バウロン (1982年–1991年、2001年–2014年)※2023年没
- アンドリュー・ランケン (Andrew Ranken) – ドラム、パーカッション、ハーモニカ、ボーカル (1982年–1996年、2001年–2014年)
- ダリル・ハント (Darryl Hunt) – ベース (1986年–1996年、2001年–2014年)
- テリー・ウッズ (Terry Woods) – マンドリン、シターン、コンサーティーナ、ギター、ボーカル (1986年–1993年、2001年–2014年)
- ケイト・オーリアダン (Cait O'Riordan) – ベース、ボーカル (1982年–1986年、2004年)
- フィル・シェヴロン (Philip Chevron) – ギター、ボーカル (1985年–1994年、2001年–2013年) ※2013年没
- ジョー・ストラマー (Joe Strummer) – ボーカル、ギター (1991年–1992年、1987年にフィル・シェヴロンに代わって米国ツアーに参加している) ※2002年没
- デヴィッド・クルター (Dave Coulter) – マンドリン、ヴァイオリン、ウクレレ、パーカッション (1993年–1996年)
- ジェイムズ・マクナリー (James McNally) – アコーディオン、ホイッスル、パーカッション (1993年–1996年)
- ジェイミー・クラーク (Jamie Clarke) – ギター、ボーカル (1994年–1996年)

## ディスコグラフィ

### スタジオ・アルバム
- 『赤い薔薇を僕に』 - Red Roses for Me (1984年)
- 『ラム酒、愛、そして鞭の響き』 - Rum Sodomy & the Lash (1985年)
- 『堕ちた天使』 - If I Should Fall from Grace with God (1988年)
- 『ピース&ラヴ』 - Peace and Love (1989年)
- 『ヘルズ・ディッチ』 - Hell's Ditch (1990年)
- 『ウェイティング・フォー・ハーブ』 - Waiting for Herb (1993年)
- 『ポーグ・マホーン』 - Pogue Mahone (1996年)

### ライブ・アルバム
- Streams of Whiskey: Live in Leysin, Switzerland 1991 (2002年)
- The Ultimate Collection Including Live at the Brixton Academy 2001 (2005年)
- The Pogues in Paris: 30th Anniversary Concert at the Olympia (2012年)
- The Pogues Live with Joe Strummer 1991 (2013年)

### コンピレーション・アルバム
- 『ザ・ベスト・オブ・ザ・ポーグス』 - The Best of The Pogues (1991年)
- Essential Pogues (1991年)
- 『ザ・レスト・オブ・ザ・ベスト』 - The Rest of The Best (1992年)
- 『ザ・ヴェリー・ベスト・オブ・ザ・ポーグス』 - The Very Best Of The Pogues (2001年)
- 『アルティメイト・ベスト』 - The Ultimate Collection (2005年)
- Dirty Old Town: The Platinum Collection (2005年)
- Just Look Them Straight In The Eye and Say....POGUE MAHONE!! (2008年)
- The Very Best of The Pogues (2013年)
- 『30:30 エッセンシャル・コレクション』 - 30:30: The Essential Collection (2013年)
- Pogues 30 (2013年)

### シングル
- "Dark Streets of London" (1984年)
- "Boys from the County Hell" (1984年)
- "A Pair of Brown Eyes" (1985年)
- "Sally MacLennane" (1985年)
- "Dirty Old Town" (1985年)
- "Poguetry in Motion" (1986年)
- "Haunted" (1986年)
- "The Irish Rover" (1987年) ※ザ・ダブリナーズとの連名
- "Fairytale of New York" (1987年) ※カースティー・マッコールとの連名
- "If I Should Fall from Grace with God" (1988年)
- "Fiesta" (1988年)
- "Yeah Yeah Yeah Yeah Yeah" (1989年)
- "Misty Morning, Albert Bridge" (1989年)
- "Summer in Siam" (1990年)
- "Jack's Heroes" (1990年) ※ザ・ダブリナーズとの連名
- "Sunny Side of the Street" (1991年)
- "Rainy Night in Soho" (1991年)
- "Fairytale of New York" (1991年) ※再発
- "Honky Tonk Women" (1992年) ※ローリング・ストーンズのカヴァー
- "Tuesday Morning" (1993年)
- "Once Upon a Time" (1993年)
- "Fairytale of New York" (2005年) ※再々発

## 受賞歴
- 生涯功労賞 - 2018年1月、60歳の誕生日を迎えたシェイン・マガウアンは、en:National Concert Hallにてアイルランドの大統領のマイケル・D・ヒギンズより生涯功労賞を贈られた[6]。

## 参照
- ザ・ポーグスのシェイン・マガウアンの訃報を受け、アイルランドの大統領が追悼の声明を発表 - amass